# Naoki Hattori
Naoki Hattori (jap. 服部尚貴 Hattori Naoki; ur. 13 czerwca 1966 w Tokio) – japoński kierowca wyścigowy.

## Życiorys
Poważną karierę wyścigową rozpoczął od Japońskiej Formuły 3. W roku 1990 zdobył w niej tytuł mistrzowski.
W sezonie 1991 zaliczył bardzo krótki epizod w Formule 1, z włoską ekipą Coloni, kiedy to w ostatnich dwóch wyścigach zajął miejsce Portugalczyka, Pedro Chavesa. Obie rundy zakończył jednak na kwalifikacjach. W 1997 roku ponownie miał duże szanse na udział w wyścigach Grand Prix, z ekipą Dome F1, która planowała swój debiut w najlepszej serii wyścigowej świata. Ostatecznie jednak cała sprawa zakończyła się fiaskiem.
W połowie lat 90. Japończyk brał udział w amerykańskiej serii Indy Lights oraz CART. Poza tym startował również w Japońskich Mistrzostwach Samochodów Turystycznych, gdzie w 1996 roku został mistrzem. Obecnie startuje w japońskich wyścigach samochodów sportowcych – SuperGT.